# 萩田光雄
萩田 光雄（はぎた みつお、1946年6月16日 - ）は、日本の作曲家、編曲家、音楽プロデューサー。静岡県出身。血液型A型。

## 来歴
疎開先の福島県信夫郡信夫村（現在の福島市）で生まれた。戦後、そこから一家は東京に戻ろうとしたが、まだ焼け野原だったため、埼玉県浦和に引っ越す。
両親はともに静岡の生まれで、家業は電子部品を作る会社の経営で、家は東京の大森にあった。
父は音楽には興味はなかったが、母は琴を弾き、11才年の離れた兄は、自分で電蓄を作り、ベートーヴェンやモーツァルトのレコードを聴いていた。上の姉はピアノを習っていたので、自宅にはピアノがあったが、幼少期の音楽体験はなかった。
中学校に入りブラスバンドの応援で打楽器を担当し、その後正式部員となり3年に進級する際、先生から「（管楽器の）トランペットとホルンとチューバの欠員が出たので、どれかやってみないか」と言われ、チューバだけ音が出せたので、担当した。このとき、低音楽器のチューバを担当したことが後のアレンジに活きたという。
父の経営している会社に入るつもりだったので、慶應義塾志木高等学校を卒業後、慶應義塾大学工学部電気科を進学するも、在学中も音楽三昧だったので、途中で跡継ぎに進むことは考えなくなり、そのまま卒業する。大学在学中にはクラシカルギタークラブに在籍していた。
音楽の道に進もうと決めたのは22歳の頃に、ある音楽雑誌が主催する作曲コンクールに応募し、一等賞をもらったことがきっかけである。
その後、「オーケストラみたいなことがやりたいので専門知識を勉強しよう」と、24歳の時にヤマハ音楽振興会の作・編曲教室に入学した。修了後ヤマハに勤務し、ポピュラーソングコンテストの応募作品のミキシングなどの仕事をする。
1973年、高木麻早の「ひとりぼっちの部屋」で編曲家としてデビューした。1975年に布施明の「シクラメンのかほり」と、翌1976年に梓みちよの「メランコリー」で日本レコード大賞編曲賞を2年連続で受賞した。
1988年頃から1994年頃まで萩田光男（読み同じ）の表記で活動していた。
「薮田光雄」の誤字もしばしば見受けられる。

## ディスコグラフィ

### アルバム
- SECRET LOVE（東芝EMI、1976年）
  - 2013年11月27日にタワーレコード限定で再発売された。
- 音の魔術師／作編曲家・萩田光雄の世界（ヴァリアス、2021年）
  - 2021年11月24日に発売される、作編曲集

## 主な編曲作品

### あ行
- 浅香唯
  - Believe Again
  - Melody
- 浅野ゆう子
  - ハッスルジェット
  - LOVE BEAT 3-3-7（編曲のみならず、作曲も担当）
  - ムーンライト・タクシー（筒美京平、およびサディスティックスとの共同編曲）
  - オー!ミステリー
- 梓みちよ
  - メランコリー（第18回日本レコード大賞・編曲賞受賞。「第27回NHK紅白歌合戦」歌唱曲）
- あみん
  - 待つわ（「第33回NHK紅白歌合戦」歌唱曲。なお、セルフカヴァーの『待つわ'07』も同じく萩田のアレンジ）
  - 琥珀色の想い出
  - 未来へのたすき（NHK「ラジオ深夜便」深夜便の歌（2008年7～9月））
- 亜蘭知子
  - Wait Forever
- 荒木由美子
  - 横須賀レイニーブルー
  - ミステリアス チャイルド
  - 春の妖精（テレビ朝日系ドラマ『燃えろアタック』挿入歌）
  - グッド・バイ・ジゴロ
  - Lの悲劇
  - 愛しかないのに
- 五十嵐浩晃
  - 夏が終わるまえに
  - 愛のために僕が出来ること
- 石川ひとみ
  - 恋
- いしだあゆみ
  - 六本木ララバイ
  - バレンタイン・デー
  - 黄昏どき
  - 哀愁の部屋
  - ウィンター・コンサート
  - そしてベルが鳴る
  - ひとり旅《以下、細野晴臣との共同編曲》
  - ダンシング
  - 真夜中のアマン
  - ムーン・ライト
  - バイ・バイ・ジェット
- 石野真子
  - ジュリーがライバル
- 稲垣潤一
  - ブルージン・ピエロ
  - 1ダースの言い訳
  - 心からオネスティー
  - メリークリスマスが言えない
  - セカンド・キス
  - リワインド
  - それぞれの渚《シングル曲ではないが、萩田が作曲・編曲を担当》
  - あなたがすべて
  - マラソンレース
  - 彼女は、BLOOD TYPE B
  - 短くも美しく燃えて
- 岩崎宏美
  - 二重唱 (デュエット)
  - 悲恋白書
  - スローな愛がいいわ
  - すみれ色の涙
  - れんげ草の恋
  - 檸檬
  - 素敵な気持ち
  - 真珠のピリオド
  - 未完の肖像
  - 決心
- H2O
  - 想い出がいっぱい
- 太田裕美
  - 雨だれ
  - たんぽぽ
  - 夕焼け
  - 木綿のハンカチーフ（「第27回NHK紅白歌合戦」歌唱曲）
  - 赤いハイヒール
  - 最後の一葉
  - しあわせ未満
  - 恋愛遊戯
  - 恋人たちの100の偽り
  - 失恋魔術師
  - やあ!カモメ（TBSテレビドラマ「やあ!カモメ」主題歌）
  - 南風 - SOUTH WIND -（「第31回NHK紅白歌合戦」歌唱曲）
  - 黄昏海岸
  - さらばシベリア鉄道
  - 神様のいたずら
- 大場久美子
  - エトセトラ（作曲、編曲）
  - キラキラ星あげる（TBSテレビドラマ「コメットさん」主題歌）
  - スプリング・サンバ
  - フルーツ詩集（作曲、編曲）
- 岡田有希子
  - ファースト・デイト
  - 恋のダブルス
  - 丘の上のハイスクール
  - 憧れ
  - Plastic Girl
  - ソネット
  - -Dreaming Girl- 恋、はじめまして
- 岡崎律子
  - 悲しい自由
  - 恋が、消えてゆく
  - 青い砂時計
  - 最愛
  - 夕暮れの帰り道
- 岡村孝子
  - 風は海から
  - 今日も眠れない
  - 迷路
  - 電車
  - TODAY
  - 天使たちの時 〜Time of the Angels〜
  - 笑顔にはかなわない
  - Winter Story
  - 明日の幸せ
  - Time and again
  - 天晴な青空
  - 心のフレーム
  - 春色のメロディー
  - 銀色の少女
  - IDENTITY
  - 長い時間（たび）
- 小川知子
  - ひとつ屋根の下で（TBSテレビドラマ「家族」主題歌）
- 小川範子
  - 涙をたばねて（小川範子のデビュー曲）
  - 永遠のうたたね
- 尾崎紀世彦
  - 故郷へ帰ろう
  - 帰り来ぬ青春
  - タワーリング・インフェルノ（愛のテーマ）
  - 哀しみの追跡
  - 象牙のナイフ
  - 長距離急行
  - サングリア－真昼の夢－

### か行
- 柏原芳恵
  - ちょっとなら媚薬
  - Blue Honeymoon
  - 夏模様
  - 坂道
  - カム・フラージュ
  - 雪
  - 春ごころ
  - 二杯目からのはじまり
  - 黄昏のダイアリー
  - 青春譜
  - 美少女党
  - くちびるかんで純愛
  - 夏の夜は一度ほほえむ
  - Stranger
  - シャワーの下で
  - 愛を知るまで眠らせないで
- 河合奈保子
  - 北駅のソリチュード
  - ジェラス・トレイン
  - ラヴェンダー・リップス
  - 涙のハリウッド
- 北川大介
  - 愛してる…激しく
  - ブルーな街角
- 北岡夢子
  - 憧憬
  - 恋心
- 北原佐和子
  - 土曜日のシンデレラ
  - モナリザに誘惑
  - 夢で逢えたら
  - 砂に消えた涙
- 久保田早紀
  - 異邦人 -シルクロードのテーマ-

ほか
- クミコ
  - さよならを 私から
- 黒沢年男
  - 時には娼婦のように
- 桑江知子
  - 私のハートはストップモーション
  - ブルーブルーアイランド
  - 永遠（エテルナ）の朝
- 小泉今日子
  - 春風の誘惑
- 郷ひろみ
  - 帰郷/お化けのロック
  - 禁猟区
  - マイレディー（「第30回NHK紅白歌合戦」歌唱曲）
  - セクシー・ユー (モンロー・ウォーク)
  - タブー（禁じられた愛）
  - How many いい顔
  - 若さのカタルシス
  - 未完成
- 小坂恭子
  - 恋の足跡
- 小林明子
  - 恋におちて -Fall in love-
- 小林幸子
  - 幸せ
  - 越後に眠る
  - 星に抱かれて
- 小柳ルミ子
  - 夢追い列車
  - 雨…
  - スペインの雨
  - 来夢来人

### さ行
- 西城秀樹
  - ブーメランストリート
  - セクシーロックンローラー
  - ブーツをぬいで朝食を
  - アイムチャンピオン（『ブルースカイ ブルー』収録曲）
  - 勇気があれば
  - ミスティー・ブルー
  - 33才
  - ウルフ（アルバム『Feeling Free』収録曲）
- 酒井法子
  - お願いダーリン
  - 男のコになりたい
- 坂上香織
  - レースのカーディガン
  - 赤いポシェット
  - 友達になりたい
  - 蜜の月
  - 海を見てる少女
  - 夏休み
  - 明日吹く風
  - 風をあつめて
  - ソバカスのある少女
- 榊原郁恵
  - 太陽のバカンス
  - イエスタディ ドリーマー
- 桜田淳子
  - サンタモニカの風（作曲、編曲）
- 清水由貴子
  - 明日草
- Sherry
  - Adesso e Fortuna 〜炎と永遠〜（OVA 『ロードス島戦記』 オープニング曲）
  - 風のファンタジア（OVA 『ロードス島戦記』 エンディング曲）
- ジャッキー吉川とブルー・コメッツ
  - 恋の星座

### た行
- TAMAO/KIYOSHI（中村玉緒と氷川きよしのユニット）
  - ラブリィ
- 高田みづえ
  - 落葉よ風におどれ
- 髙橋真梨子
  - あなたの空を翔びたい
- 田村英里子
  - Domino
- つちやかおり
  - 恋の秘訣

### な行
- 永井真理子
  - 揺れているのは
- 中島みゆき
  - 夜風の中から
  - ひとり上手
  - 雪
  - バス通り
  - 見返り美人
- 中森明菜
  - 少女A
  - セカンド・ラブ
  - 1⁄2の神話
  - トワイライト -夕暮れ便り-
  - 禁区（「第34回NHK紅白歌合戦」歌唱曲）
  - 飾りじゃないのよ涙は
他多数
- 中山美穂
  - 「C」
  - BE-BOP-HIGHSCHOOL
- 夏木マリ
  - ウィング（「Gメン'75」エンディングテーマ）
- 西田あい
  - My Story
  - 帰郷 ～ いまでもクスノキの下で ～
- 西村知美
  - 夢色のメッセージ
  - シンフォニーの風

### は行
- 橋幸夫
  - 恋せよカトリーヌ
- 花咲ゆき美
  - 哀愁本線
  - 冬恋花
  - 冬の蛍
  - 海鳥哀歌
  - 港わかれ雪
- 早見優
  - Love Light
- 原真祐美
  - Bye,Bye,September
- 藤井香愛
  - その気もないくせに
  - 純情レボリューション
  - うらはら
- 藤谷美和子・大内義昭
  - 愛が生まれた日（「第45回NHK紅白歌合戦」歌唱曲）
- 布施明
  - シクラメンのかほり（「第17回日本レコード大賞」受賞・「第26回NHK紅白歌合戦」歌唱曲」）
  - 傾いた道しるべ
- V6
  - TAKE ME HIGHER（ストリングス・アレンジ）
- Project DMM
  - ウルトラマン・ベストヒットメドレー!
- ペドロ&カプリシャス
  - カリブの夢
- 堀ちえみ
  - リ・ボ・ン
- 堀江美都子
  - 夕焼けのふたり
  - アイツと私

### ま行
- 松田聖子
  - 哀しみのボート (岡本更輝 名義)
- 松原みき
  - THE WINNER
- 松本伊代
  - 恋のバイオリズム
  - ビリーヴ
- MIO(現・MIQ)
  - MEN OF DESTINY
- 三田寛子
  - 駈けてきた処女（おとめ）
  - 野菊いちりん
  - 少年たちのように
- 南沙織
  - 想い出通り
  - 哀しい妖精（「第27回NHK紅白歌合戦」歌唱曲）
  - 街角のラブソング（「第28回NHK紅白歌合戦」歌唱曲）
- 南野陽子
  - さよならのめまい
  - 風のマドリガル
  - 接近 (アプローチ)
  - 楽園のDoor
  - 話しかけたかった
  - パンドラの恋人
  - 秋のIndication（作曲、編曲）
  - はいからさんが通る
  - 吐息でネット。
  - あなたを愛したい（作曲、編曲）
  - 秋からも、そばにいて
  - 涙はどこへいったの
  - トラブル・メーカー
他多数

### や行以降
- やしきたかじん
  - 未練〜STILL〜
- 安田成美
  - 風の谷のナウシカ
- 泰葉
  - 水色のワンピース
- 山口百恵
  - 白い約束
  - 愛に走って
  - 横須賀ストーリー（「第27回NHK紅白歌合戦」紅組トップ歌唱曲)
  - 初恋草紙
  - 夢先案内人
  - イミテイション・ゴールド（「第28回NHK紅白歌合戦」歌唱曲）
  - 秋桜
  - 乙女座 宮
  - プレイバックPart2（「第29回NHK紅白歌合戦」紅組トリ歌唱曲）
  - 絶体絶命
  - 美・サイレント
  - 愛の嵐
  - 愛染橋
  - ロックンロール・ウィドウ
  - さよならの向う側
  - 一恵
  - 歌い継がれてゆく歌のように by 百恵白書
  - I Came From 横須賀 by 百恵白書
- ザ・リリーズ
  - 水色のときめき
  - 好きよキャプテン
  - いじわる時計
  - 初恋にさよなら
  - 妖精たち
  - 小さな恋のメロディ
  - 冬日記
  - オレンジマーマレード
  - 夕焼けメモリー
- 渡辺典子
  - 少年ケニヤ（東映アニメ映画「少年ケニヤ」）
  - 晴れ、ときどき殺人（東映映画「晴れ、ときどき殺人」主題歌）

## 主な作曲作品
- 大場久美子
  - エトセトラ
  - フルーツ詩集
- 桜田淳子
  - サンタモニカの風
- しばたはつみ
  - 化石の荒野
- 中森明菜
  - 明菜から……。
- 南野陽子
  - 秋のIndication
  - あなたを愛したい
- 本田美奈子
  - 祈り
- ザ・リリーズ
  - 初恋にさよなら

## 音楽担当作品

### 映画
- 化石の荒野（1982年）
- みゆき（1983年）
- はいからさんが通る（1987年）

### アニメ
- 綿の国星（1984年）
- 巨神ゴーグ（1984年）
- ロードス島戦記 OVA（1990年）
- 機動戦士ガンダム0083 STARDUST MEMORY（1991年）
- 桜通信（1997年）

## 関連書籍
- 『林哲司全仕事』音楽之友社、2001年、pp.189-192（萩田のインタビューを掲載） ISBN 4-276-23715-7
- 『ニッポンの編曲家 歌謡曲／ニューミュージック時代を支えたアレンジャーたち』DU BOOKS／川瀬泰雄・吉田格・梶田昌史・田渕浩久 著（2016年）ISBN 978-4-907583-79-8
- 『ヒット曲の料理人 編曲家萩田光雄の時代』Rittor Music、2018年6月11日、ISBN 484563208X、ISBN 978-4845632084